# 耀安巴士總站
耀安巴士總站（英文：Yiu On Bus Terminus）是香港新界一個露天坑狀車站，位於馬鞍山耀安邨耀和樓及耀平樓外，為馬鞍山居民提供對外交通服務。

## 總站路線資料（巴士）

### 九龍巴士43X線
- 馬鞍山（耀安） ↔ 荃灣西站

於1990年5月1日開辦，是第一條來往馬鞍山及荃灣區的巴士路線，途經富安花園、沙田第一城、城門隧道及石圍角。

### 九龍巴士81C線
- 馬鞍山（耀安） ↔ 尖沙咀東（麼地道）

於1989年1月16日開辦，是殖民地政府自1988年放寬公共交通協調政策後，首條直接往來新界東至南九龍的專利巴士路線，初時九龍區總站以尖沙咀東為終點站，現時途經沙田、大圍、油麻地、尖沙咀。2012年11月26日起，九龍區總站由紅磡站遷往尖沙咀東（麼地道），平日上午繁忙時間往九龍的班次則由281B及281X線取代。

### 九龍巴士85S線
- 馬鞍山（耀安） → 紅磡（紅鸞道）

於2003年3月24日開辦，為九龍巴士85X線輔助線，只於平日上午繁忙時間服務。

### 九龍巴士281X線
- 馬鞍山（耀安） → 尖沙咀東（麼地道）

於2012年11月26日開辦，取代81C線平日上午繁忙時間往九龍的班次，途經欣安邨、馬鞍山77區、富安花園、沙田醫院、沙瀝公路、獅子山隧道、九龍塘、油麻地、佐敦及尖沙咀，只於平日上午繁忙時間提供服務。

### 龍運巴士N42線
- 馬鞍山（耀安） ↔ 東涌站（經機場）

於1999年12月20日開辦，途經沙田第一城、大埔公路、城門隧道、青荃橋、青衣北岸公路、青嶼幹線、機場後勤區、機場客運大樓，只於深宵時段提供服務。

### 過海隧道巴士681P線
- 馬鞍山（耀安） ↔ 上環

於1991年8月5日開辦，由九巴及城巴聯合營運，途經欣安邨、馬鞍山77區、富安花園、沙田醫院、大老山隧道、東區海底隧道、東區走廊、天后（只限回程）、銅鑼灣（只限回程）、灣仔、金鐘及中環，只於平日繁忙時間提供服務，為過海隧道巴士681線的輔助路線。

### 過海隧道巴士981P線
- 馬鞍山（耀安） → 灣仔（菲林明道）（上午班次）
金鐘（東） → 馬鞍山（耀安）（下午班次）

於2017年2月20日開辦，由九巴及城巴聯合營運，途經欣安邨、馬鞍山77區、富安花園、沙田醫院、青沙公路、西區海底隧道、上環、中環及金鐘，只於平日繁忙時間提供服務。

## 總站路線資料（專線小巴）

### 新界區專線小巴811B線
- 耀安邨 ↔ 火炭長瀝尾街

## 總站路線資料（居民巴士）

### 香港巴士NR84線（特別班次）
- 馬鞍山村 ↔ 耀安

## 途經路線資料（巴士）

### 龍運巴士A41P線
- 烏溪沙站 ↔ 機場（地面運輸中心）

於1999年6月30日投入服務，途經錦英苑、馬鞍山市中心、耀安邨、錦泰苑、富安花園、石門、沙田第一城、青沙公路、昂船洲大橋、青嶼幹線、北大嶼山公路及港珠澳大橋香港口岸，2013年8月25日改以烏溪沙站為總站。

### 龍運巴士NA40線
- 烏溪沙站 ↔ 港珠澳大橋香港口岸（經機場客運大樓）

於2016年12月17日投入服務，途經錦英苑、馬鞍山市中心、耀安邨、錦泰苑、富安花園、石門、沙田第一城、禾輋邨、瀝源邨、沙田市中心、城門隧道、青荃橋、青衣北岸公路、青嶼幹線、北大嶼山公路、國泰城及一號客運大樓，只於深宵時段提供服務。

## 途經路線資料（居民巴士）

### 香港巴士NR84線
- 馬鞍山村 ↔ 馬鞍山站（新港城）

## 外部連結
- 九巴 （页面存档备份，存于）
- 耀安邨總站 （页面存档备份，存于），城巴／新巴
- 龍運巴士 （页面存档备份，存于）